# Detektyw Conan (seria gier komputerowych)
Na podstawie serii Detektyw Conan (jap. 名探偵コナン Meitantei Konan) stworzonej przez Gōshō Aoyamę powstało wiele gier komputerowych wydanych na różne konsole. Fabuła gier koncentruje się głównie wokół Shinichi'ego Kudō oraz jego przyjaciół rozwiązujących sprawy kryminalne. Pierwszą grą z serii była Meitantei Conan: Chika yūenchi satsujin jiken! (jap. 名探偵コナン 地下遊園地殺人事件) wydana 27 grudnia 1996 roku. Większość gier zostało wydanych wyłącznie na terenie Japonii.

## Lista gier
| Nr | Tytuł | Informacje                                         | Informacje                        | Informacje              |
| Nr | Tytuł | Data wydania                                       | Konsola                           | Deweloper               |
| -- | --- | -------------------------------------------------- | --------------------------------- | ----------------------- |
| 1  | Meitantei Conan: Chika yūenchi satsujin jiken! (jap. 名探偵コナン 地下遊園地殺人事件)                                                      | JP: 27 grudnia 1996                                | Game Boy                          | Bandai                  |
| 2  | Meitantei Conan: Giwaku no gōka ressha (jap. 名探偵コナン 疑惑の豪華列車)                                                                  | JP: 7 sierpnia 1998                                | Game Boy                          | Bandai                  |
| 3  | Detective Conan (jap. 名探偵コナン) | JP: 19 listopada 1998                              | PlayStation                       | Bandai                  |
| 4  | Meitantei Conan: Majutsushi no chōsenjō! (jap. 名探偵コナン 魔術師の挑戦状!)                                                               | JP: 5 sierpnia 1999                                | WonderSwan                        | Bandai                  |
| 5  | Meitantei Conan: Karakuri jiin satsujin jiken (jap. 名探偵コナン からくり寺院殺人事件)                                                     | JP: 25 lutego 2000                                 | Game Boy Color                    | Banpresto               |
| 6  | Meitantei Conan: Kiganshima hihō densetsu (jap. 名探偵コナン 奇岩島秘宝伝説)                                                               | JP: 31 marca 2000                                  | Game Boy Color                    | Banpresto               |
| 7  | Meitantei Conan: Nishi no meitantei, saidai no kiki!? (jap. 名探偵コナン 西の名探偵 最大の危機!?)                                          | JP: 27 lipca 2000                                  | WonderSwan                        | Bandai                  |
| 8  | Meitantei Conan: Sannin no meisuiri (jap. 名探偵コナン 3人の名推理)                                                                        | JP: 10 sierpnia 2000 Bandai the Best: 4 lipca 2002 | PlayStation                       | Bandai                  |
| 9  | Meitantei Conan: Yūgure no ōjo (jap. 名探偵コナン 夕暮れの皇女)                                                                            | JP: 5 kwietnia 2001                                | WonderSwan Color                  | Bandai                  |
| 10 | Meitantei Conan: Norowareta kōro (jap. 名探偵コナン 呪われた航路)                                                                          | JP: 1 czerwca 2001                                 | Game Boy Color                    | Banpresto               |
| 11 | Meitantei Conan: Saikō no aibō (jap. 名探偵コナン 最高の相棒)                                                                              | JP: 25 kwietnia 2002                               | PlayStation                       | Bandai                  |
| 12 | Meitantei Conan: The Board Game (jap. 名探偵コナン The ボードゲーム)                                                                       | JP: 29 sierpnia 2002                               | PlayStation                       | Bandai                  |
| 13 | Meitantei Conan: Trick Trick Vol. 1 (jap. 名探偵コナン トリックトリック Vol. 1)                                                            | JP: 17 kwietnia 2003                               | PlayStation                       | Bandai                  |
| 14 | Meitantei Conan: Neraiwareta tantei (jap. 名探偵コナン 狙われた探偵)                                                                       | JP: 25 lipca 2003                                  | Game Boy Advance                  | Banpresto               |
| 15 | Meitantei Conan: Daiei teikoku no isan (jap. 名探偵コナン 大英帝国の遺産)                                                                  | JP: 18 listopada 2004                              | PlayStation 2                     | Bandai                  |
| 16 | Meitantei Conan: Akatsuki no monument (jap. 名探偵コナン 暁のモニュメント)                                                                 | JP: 21 kwietnia 2005                               | Game Boy Advance                  | Banpresto               |
| 17 | Meitantei Conan: Tantei ryoku trainer (jap. 名探偵コナン 探偵力トレーナー)                                                                 | JP: 5 kwietnia 2007                                | Nintendo DS                       | Bandai                  |
| 18 | Meitantei Conan: Tsuioku no mirage (jap. 名探偵コナン 追憶の幻想（ミラージュ）)                                                            | JP: 17 maja 2007                                   | Wii                               | Marvelous Entertainment |
| 19 | Meitantei Conan: Kieta hakase to machigai sagashi no tō (jap. 名探偵コナン 消えた博士とまちがいさがしの塔)                                 | JP: 3 kwietnia 2008                                | Nintendo DS                       | Bandai                  |
| 20 | Meitantei Conan to Kindaichi shōnen no jikenbo: Meguri au futari no meitantei (jap. 名探偵コナン&金田一少年の事件簿 めぐりあう2人の名探偵) | JP: 5 lutego 2009                                  | Nintendo DS                       | Bandai                  |
| 21 | Meitantei Conan: Aoki hōseki no rinbu rondo (jap. 名探偵コナン 蒼き宝石の輪舞曲（りんぶロンド）)                                           | JP: 21 kwietnia 2011                               | Nintendo DS                       | Bandai                  |
| 22 | Meitantei Conan: Kago kara no Prelude (jap. 名探偵コナン 過去からの前奏曲（プレリュード）)                                                 | JP: 19 kwietnia 2012                               | Nintendo DS, PlayStation Portable | Namco Bandai Games      |
| 23 | Meitantei Conan: Marionette Symphony (jap. 名探偵コナン マリオネット交響曲(シンフォニー))                                                  | JP: 25 kwietnia 2013                               | Nintendo 3DS                      | Namco Bandai Games      |
| 24 | Meitantei Conan: Fantomu Rhapsody (jap. 名探偵コナン ファントム狂詩曲（ラプソディー）)                                                     | JP: 17 kwietnia 2014                               | Nintendo 3DS                      | Namco Bandai Games      |
| 25 | Meitantei Conan: Sukebōran Kaitō Kid to shinpi no hihō (jap. 名探偵コナン スケボーラン 怪盗キッドと神秘の秘宝)                             | JP: 11 kwietnia 2019                               | Nintendo Switch                   | TMS Entertainment       |